# Nikelszky Jenő
Dr. Nikelszky Jenő, Nikelszky Jenő János (Majorka, 1887. december 26. – Makó, 1948. május 4.) ügyvéd, rendőrkapitány, Makó város polgármestere.

## Életpályája
Nikelszky János és Scholtz Kamilla fia. A Szepes vármegyei szülőfalujából elkerülve tanulmányait Eperjesen, Párizsban és Kolozsvárott végezte. 1914 előtt került Makóra. Az első világháborúban súlyosan megsérült, majd sebesüléséből felgyógyulva 1915 júniusában a város árvaszéki jegyzőjének választották meg. Visszatért a frontra, 1919-ig Erdélyben teljesített szolgálatot; a harcok végeztével Makón rendőrkapitánnyá nevezték ki. A francia megszállást a városban a román követte. A város lakói mindent megpróbáltak, hogy elkerüljék a román csapatok bevonulását, és hogy maradásra bírják a franciákat. Nikelszky Tarnay Ivor, Csanád vármegye alispánjának társaságában Szegeden Károlyi Gyula miniszterelnökkel tárgyalt, de segítséget ő sem tudott adni; Antoine Charpy francia tábornok pedig világosan a makóiak értésére adta, hogy a város megszállása már így is jogtalan volt, és minél hamarabb át kell adniuk az ellenőrzésük alatt tartott területet a románoknak. 1919 őszén, a megszigorított közlekedési feltételek, valamint a vagon- és mozdonyhiány közepette a román főparancsnokságnál járt a város küldötteként, hogy megszerezze a hagymaszállítási engedélyeket. 1920 januárjában a trianoni feltételekről hírt kapva háromnapos nemzeti gyászt rendelt el – ezért később a románok haditörvényszék elé állították. 1922 augusztusában kérte nyugdíjazását, majd ügyvédként praktizált.
Petrovics György polgármestert Makó nemzetgyűlési képviselőjévé választották, így a városvezetői poszt megüresedett. Radocsay László, temesvári főjegyző és  Szirbik Bálint gyulai árvaszéki ülnök mellett Nikelszky Jenő is pályázott a tisztségre. A szoros küzdelemben a nyugalmazott rendőrkapitány 11 szavazattöbbséggel nyerni tudott, és 1922. október 28-án beiktatták hivatalába. Az 1930-as tisztújításkor újraválasztották; kihívója az egyesült ellenzék jelöltje, Könyves-Kolonics József volt.
Polgármestersége alatt nagyszabású építkezések kezdődtek, átalakult a városkép; piacrendezést és fásítást végeztek, új utcákat nyitottak és parkokat hoztak létre. A Speyer-kölcsönből felépült a Bérpalota, fővárosi mérnökök további neobarokk palotákat (csendőrségi palota, régi rendőrség, postapalota) terveztek. Emeletráépítéssel bővítették a pénzügyi palotát és a polgári leányiskolát, szárnyépülettel az akkori városházát. Polgármestersége alatt felépült a református polgári fiúiskola, valamint a katolikus elemi és polgári fiúiskola. Modernista stílusban a D' Orsay utcán elkészült az akkor még hagymatermelési- és értékesítési központként működő Hagymaház; új székházat kapott az Arad-Csanádi Takarékpénztár. A régi Püspökkert megvásárlásával és rendezésével létrejött a város szívében a mai Petőfi park. Városvezetőként pártolta a képzőművészeteket, ösztönözte a tárlatok, kiállítások létrehozását. Ismert volt a zene iránti szeretetéről, a Makói Zenekedvelők Egyesületében 1930-tól alelnöki posztot töltött be. Másfelől a városnak a nagy gazdasági világválság idején számos anyagi természetű nehézséggel is szembe kellett néznie: a tisztviselői fizetéseket csak késve, részletekben tudták kifizetni; igénybe kellett venniük a Speyer-kölcsönt, majd 1927-től rövid lejáratú függőkölcsönöket. A városi háztartás gondjainak megoldására ACSEV részvényeket adtak el és csökkentették a közigazgatásban dolgozó tisztviselők számát.
1939. december 20-án Szegeden házasságot kötött Várady Piroska szegedi MÁV tisztviselőnővel.
1939-ben, tízéves mandátuma lejártával nem indult újra a polgármesteri posztért; döntését megromlott egészségi állapotával indokolta. Utódja Bécsy Bertalan (1940-1944) lett. Nikelszky a közélettől visszavonulva, 1948-ban halt meg.
2013-ban Makón emléktáblát avattak tiszteletére a régi városháza falán.